# Provincia de Mwaro
La Provincia de Mwaro es una de las diecisiete Provincias de Burundi. Cubre un área de 840 km² y alberga una población de 275.000 personas. La capital es Mwaro.

## Comunas con población en agosto de 2008
- Bisoro 34,175
- Gisozi 27,954
- Kayokwe 49,127
- Ndava 57,284
- Nyabihanga 60,311
- Rusaka 44,292

- Datos: Q847718